# Edilson Marcelo Rocha
Edilson Marcelo Rocha (Penedo, Brasil, 27 d'abril de 1969) és un exfutbolista brasiler, que jugava en la posició d'atacant.

## Trajectòria
Va militar en diversos clubs del seu país com ara el Santa Cruz (89/94), l'Sport (94/96), Fluminense FC (1997), Criciúma (1997), de nou l'Sport (1998), Ferroviário-CE (2000), Guarany de Sobral (2001) i Clube do Remo (2001). A la tardor de 1992 va militar també al Rayo Vallecano de la primera divisió espanyola.